# Revmatiá
Revmatiá är en ort i Grekland.   Den ligger i prefekturen Nomós Prevézis och regionen Epirus, i den centrala delen av landet, 300 km nordväst om huvudstaden Aten. Revmatiá ligger 449 meter över havet och antalet invånare är 126.
Terrängen runt Revmatiá är bergig norrut, men söderut är den kuperad. Runt Revmatiá är det ganska glesbefolkat, med 27 invånare per kvadratkilometer. Närmaste större samhälle är Filippiáda, 17,4 km sydost om Revmatiá. 